# 風色恋譜
『風色恋譜』（かぜいろれんぷ）は、野川さくらの5枚目のアルバム。ランティス時代最後のアルバム。

## 解説
- 前作までは影山ヒロノブプロデュースの下、楽曲を製作していたが、お互いのスケジュールの都合と一区切り着いた関係で、影山のプロデュースから離れ作家陣も影山以外のシンガーソングライターが参加している。

## 収録曲
1. マーブル恋譜
  - 作詞・作曲：rino / 編曲：虹音
2. 君と私と想いの先へ
  - 作詞：rino / 作曲：黒須克彦 / 編曲：大久保薫
3. CHANT!!
  - 作詞・作曲：ゆうまお / 編曲：大久保薫
4. Bloom My World
  - 作詞・作曲：tororo / 編曲：渡辺剛
5. きみあけ
  - 作詞：三重野瞳 / 作曲・編曲：橋本由香利
6. S・P・Y
  - 作詞・作曲：桃井はるこ / 編曲：Q-Mex
7. Girl's☆Pleasure
  - 作詞・作曲：奥井雅美 / 編曲：鈴木Daichi秀行
8. 永遠の夏
  - 作詞・作曲：栗林みな実 / 編曲：飯塚昌明
9. だもん。。。
  - 作詞：渡邉美佳 / 作曲：影山ヒロノブ /  編曲：須藤賢一
10. Dual Love on the planet 〜葉ノ香〜
  - 作詞：渡邉美佳 / 作曲：影山ヒロノブ / 編曲：渡邉美佳・TAKAYOSHI
  - テレビアニメ『HANOKA 葉ノ香』主題歌
11. あっという間に
  - 作詞・作曲：アツミサオリ / 編曲：菊谷知樹
12. 未来Walker
  - 作詞：畑亜貴 / 作曲：rino / 編曲：虹音
  - テレビ番組『アニメ天国』テーマソング
13. 時の彼方
  - 作詞・作曲・編曲：Funta